# Kepler-442
Désignations
Kepler-442 est une étoile de type spectral K (naine orange) dans la constellation de la Lyre, située à environ ∼ 1 210 a.l. (∼ 371 pc) du Soleil. L'étoile a au moins une exoplanète en orbite dont la découverte a été annoncé le 6 janvier 2015, par la NASA dans le cadre de la mission Kepler. La planète appelée Kepler-442 b est légèrement plus grande que la Terre et est très probablement dans la zone habitable de Kepler-442.